# Dominique Maunoury
Dominique Maunoury, né le 11 décembre 1931 à Chartres et mort dans la même ville le 16 décembre 2001 est un architecte français.

## Principales réalisations
- Ailes de l'hôtel de ville de Chartres, place des Halles et rue Saint-Michel, Chartres, 1954-1960 (détruit en 2015)[2].
- Cité administrative de Chartres, place de la République, Chartres (avec Jean Maunoury en 1958), 1958-1965  Labélisé ACR (2016)[3],[4].
- Siège régional de la caisse régionale agricole, rue aux Ormes, Chartres, 1961-1965.
- Collège de Sours, actuellement lycée agricole de Chartres-La Saussaye, Sours, 1962-1963[5].
- Centre d'études et de recherche de l'industrie du béton (CERIB), 1, rue des Longs-Réages, Épernon (avec Jacques Loire), 1971  Labélisé ACR (2014)[3],[6].
- Préfecture d'Eure-et-Loir, 21 rue du général Kœnig, Chartres (avec Daniel Badani et Pierre Roux-Dorlut), 1975-1979  Labélisé ACR (2016)[1],[3],[4].

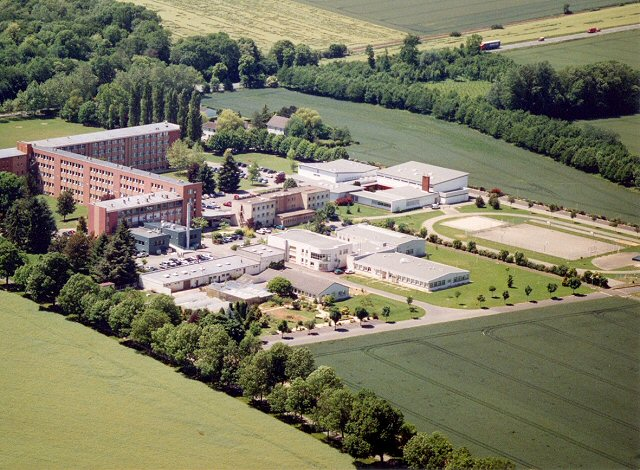
Lycée agricole de La Saussaye, Sours.
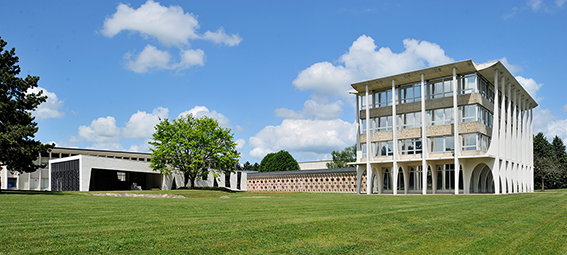
Centre d'études et de recherches de l'industrie du béton, Épernon.
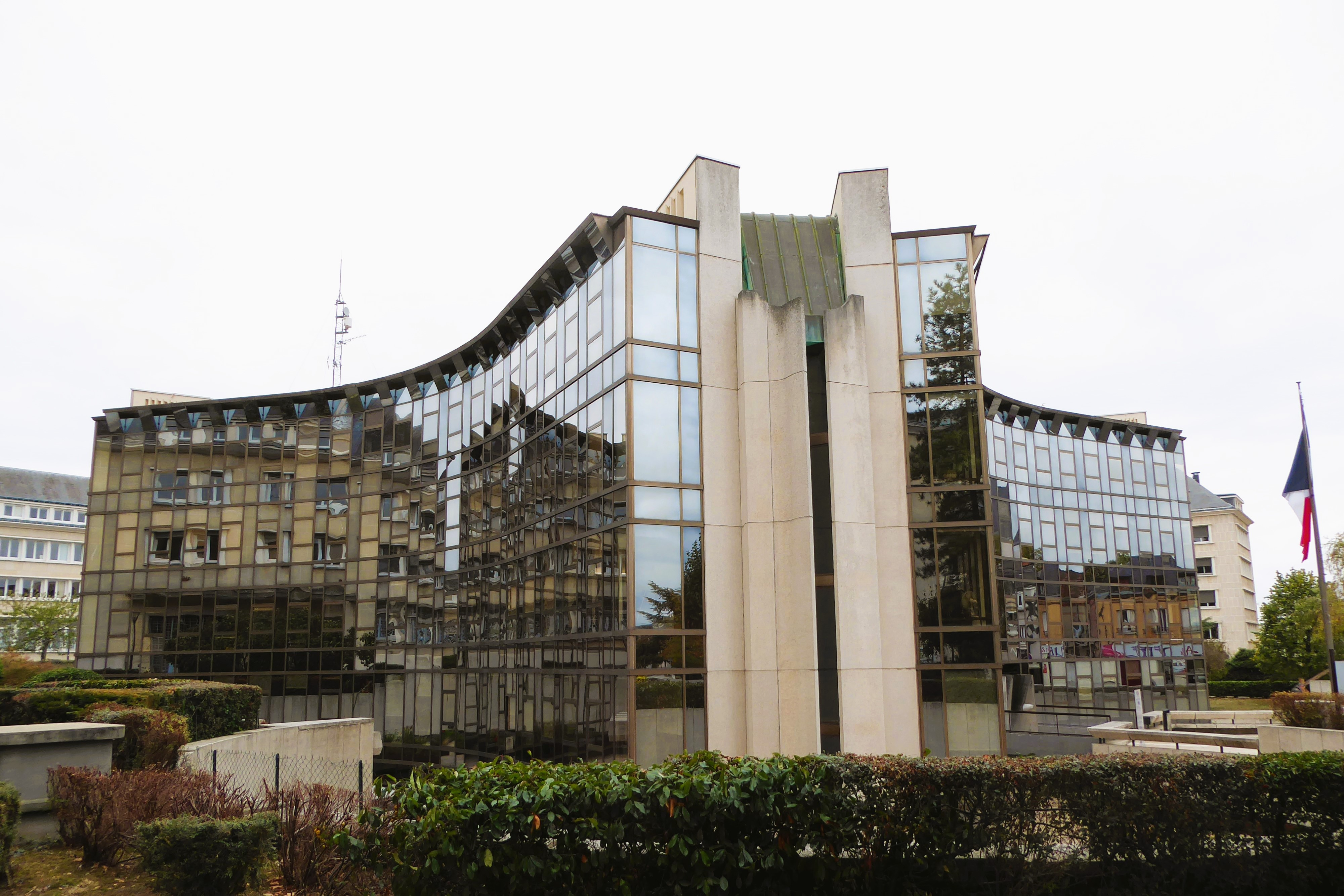
Préfecture d'Eure-et-Loir, Chartres.